# Saint Paul’s Church Whangaroa
Die St Pauluskirche Whangaroa ist ein unter Denkmalschutz stehendes Gebäude der victorianischen Kolonialzeit Neuseelands.  Die im März 1883 eröffnete Kirche befindet sich an einem nordwestlichen Steilhang hinunter zum Naturhafen Whangaroas in 9 Old Church Road, Whangaroa, Kaeo 0478, im Far North District in der Region Northland auf der Nordinsel Neuseelands.

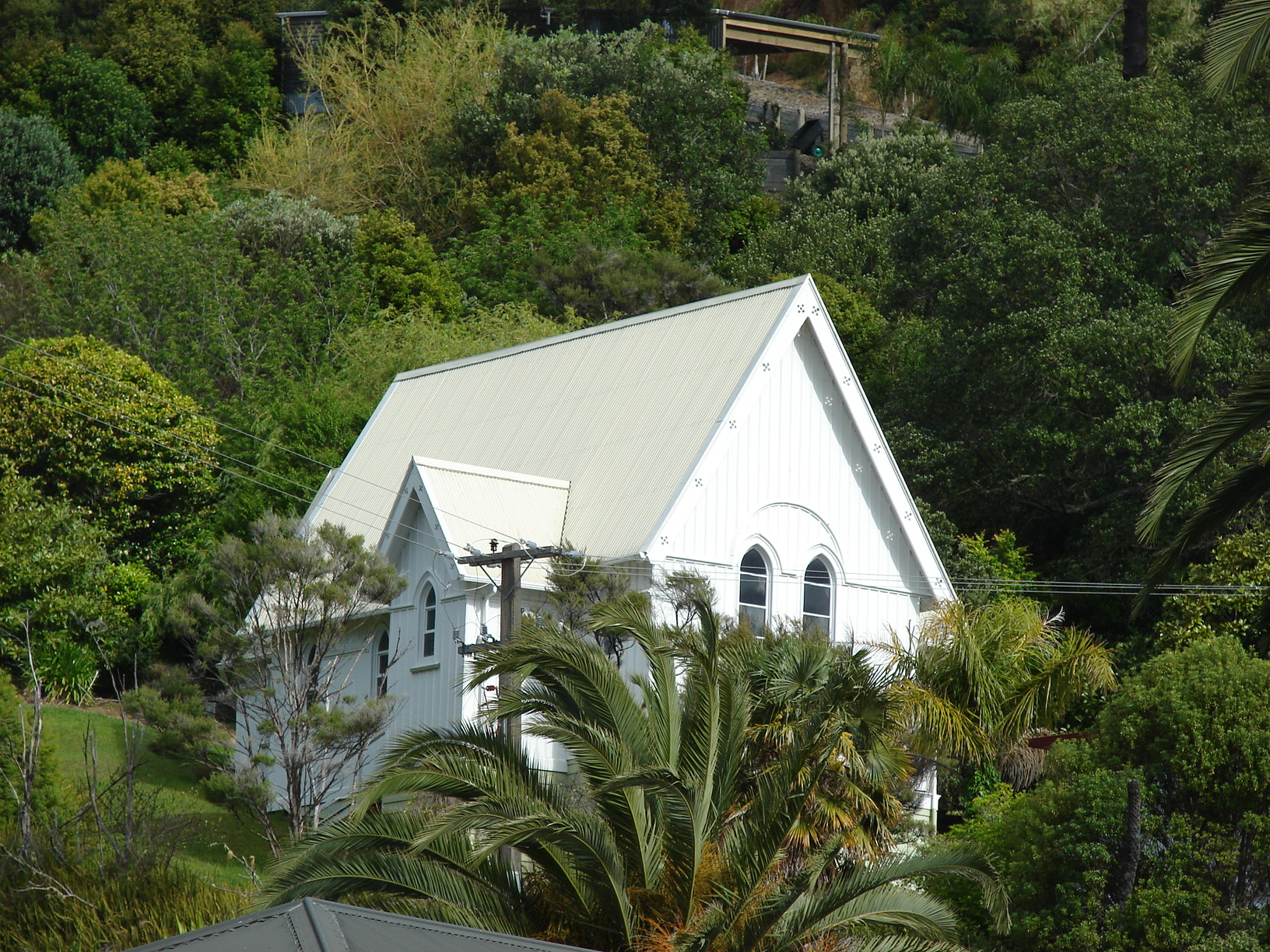
Whangaroa St Paulus Kirche am 1. November 2013

## Geschichte
Die Kirche wurde in der viktorianischen Kolonialzeit oberhalb der Kent Bay im Whangaroa Harbour erbaut und im Spätsommer 1883 eröffnet. Die Gottesdienstbesucher kamen per Schiff oder zu Fuß. Zur Kirche führten dann zahllose Treppen hinauf. Straßen waren damals noch nicht gebaut.
Im Lauf der Jahre hat Saint Pauls viel gesehen: Den Niedergang der Kauri-Holzindustrie, die Zerstörung der Schule vor der Kirche durch Feuer, den Aufbau des Clubhauses für Hochsee-Sportfischer und den Bau des Yachthafens.
1926 wurde das ursprüngliche Kauri-Schindeldach aufgegeben und durch Wellblech ersetzt. Dieses wiederum wurde 2003 ersetzt durch das moderne „Coloursteel“. Bereits in den 1950er Jahren war eine sehr steile Straße zur Kirche hoch gebaut worden. Zur Geldbeschaffung wurde das kirchliche Grundstück parzelliert und bis auf einen verbliebenen Rest von 4000 Quadratmetern verkauft. Damals war dann die Kirche renoviert worden und 1975 folgte eine komplette Restaurierung, nachdem Gelder hierfür eingesammelt werden konnten. Im Jahr 2007 folgte eine weitere Renovierung der Kirche.

## Gegenwart

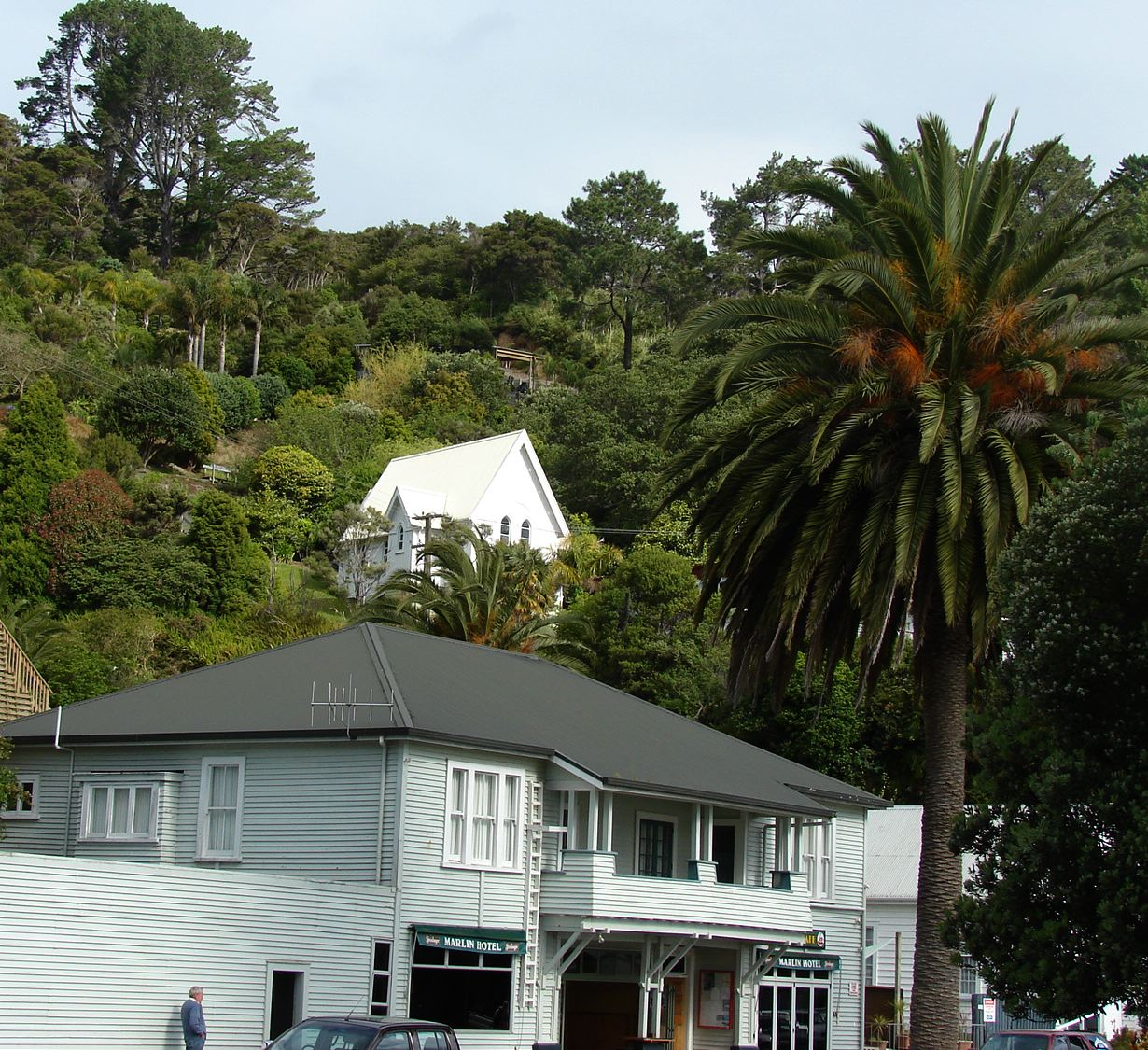
Die St Pauluskirche gesehen von unten, dem Marlin Hotel am 1. November 2013

Die wenigen verbliebenen Gläubigen haben hier Gottesdienst an jedem ersten Sonntag im Monat. Es finden hier auch noch Hochzeiten und Begräbnisse statt. Seelsorgerisch betreut wird die St Pauluskirche Whangaroa von der St James Anglican Church Kerikeri.

## Kulturdenkmal
Die Saint Paul's Church Whangaroa wurde am 25. November 1982 vom New Zealand Historic Places Trust unter Nummer 469 als „Historic Place Category II“ registriert.